# Jacques Ibert
Jacques François Antoine Marie Ibert (París, 15 d'agost de 1890 - ídem, 5 de febrer de 1962) va ser un compositor francès de música clàssica.
Després d'haver estudiat música des de petit, va estudiar al Conservatori de París i va guanyar el seu primer premi, el Prix de Rome en el seu primer intent, malgrat els estudis interromputs pel seu servei durant la Primera Guerra Mundial.
Ibert va seguir una exitosa carrera de composició, escrivint (de vegades en col·laboració amb altres compositors) set òperes, cinc ballets, música incidental per a obres de teatre i pel·lícules, obres per a piano sol, obres corals i música de cambra. Probablement és més recordat per les seves obres orquestrals com Divertissement (1930) i Escales (1922).
Com a compositor, Ibert no es va vincular a cap dels gèneres musicals predominants de la seva època, i ha estat descrit com un eclèctic. Això es veu fins i tot a les seves peces més conegudes: Divertissement per a petita orquestra és alegre, fins i tot frívol, i Escales (1922) és una obra romàntica per a gran orquestra.
Paral·lelament al seu treball creatiu, Ibert va ser el director de l'Acadèmia de França a la Villa Medici de Roma. Durant la Segona Guerra Mundial va ser proscrit pel govern pronazi a París, i durant un temps es va exiliar a Suïssa. Restaurat a la seva antiga eminència en la vida musical francesa després de la guerra, el seu darrer nomenament musical va ser al capdavant de l'Òpera de París i de l'Opéra-Comique.

## Biografia
Primers anys
Parisenc, el seu pare era un home de negocis d'èxit, i la seva mare una pianista talentosa que havia estudiat amb Anton-François Marmontel i va fomentar els interessos musicals del jove Ibert. A partir dels quatre anys va començar a estudiar música, primer aprenent el violí i després el piano de la seva mare, malgrat els desitjos del seu pare que el seu fill seguís en la seva professió empresarial. Després de deixar l'escola, es va guanyar la vida com a professor particular, com a acompanyant i com a pianista de cinema. També va començar a compondre cançons, de vegades amb el pseudònim de "William Berty", i va ajudar el negoci del seu pare, que havia patit un revés econòmic. El 1910, Ibert es va convertir en estudiant al Conservatori de París, estudiant amb Émile Pessard (harmonia), André Gedalge (contrapunt) i Paul Vidal (composició). Gédalge també li va donar classes particulars d'orquestració; Els companys d'estudis d'Ibert en aquestes classes privades incloïen Arthur Honegger i Darius Milhaud.
Els estudis musicals d'Ibert es van veure interromputs per l'esclat de la Primera Guerra Mundial, en la qual va exercir d'oficial naval. Després de la guerra es va casar amb Rosette Veber, filla del pintor Jean Veber. En reprendre els seus estudis, va guanyar el primer premi del Conservatori, el Prix de Rome en el seu primer intent, l'any 1919. El premi li va donar l'oportunitat de continuar estudis musicals a Roma. En el transcurs d'aquestes, Ibert va compondre la seva primera òpera, Persée et Andromède (1921), sobre un llibret del seu cunyat, l'autor Michel Veber, escrivint sota el pseudònim "Nino".

## Compositor i administrador

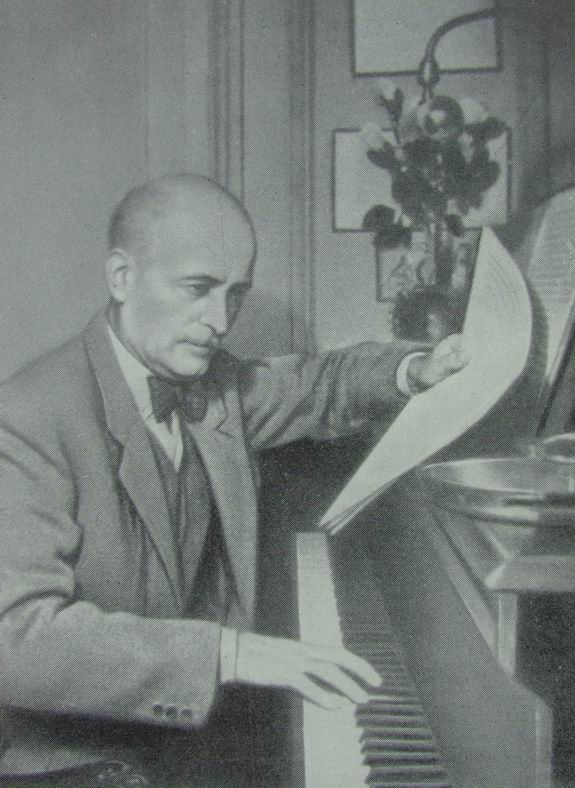
Ibert el 1930

Entre les primeres composicions orquestrals d'Ibert hi havia La Ballade de la geôle de Reading, inspirada en el poema d'Oscar Wilde, i Escales (Ports d'escala), inspirada en les seves experiències dels ports mediterranis mentre servia a la marina. La primera d'aquestes obres es va tocar als Concerts Colonne l'octubre de 1922, dirigida per Gabriel Pierné; la segona es va interpretar el gener de 1924 amb Paul Paray dirigint l'Orchestre Lamoureux. Les dues obres van fer d'Ibert una fama primerenca tant a casa com a l'estranger. El seu editor Alphonse Leduc li va encarregar dues col·leccions de música per a piano, Histoires i Les Rencontres, que van augmentar la seva popularitat. El 1927 es va produir la seva òpera-bouffe Angélique; va ser la més reeixida de les seves òperes, una farsa musical, que mostrava un estil eclèctics.
A més de compondre, Ibert va ser actiu com a director d'orquestra i en l'administració musical. Va ser membre de comitès professionals, i l'any 1937 va ser nomenat director de l'Acadèmia de França de la Villa Medici de Roma. Ibert, amb el suport entusiasta de la seva dona "es va dedicar de tot cor al seu paper administratiu i va demostrar ser un excel·lent ambaixador de la cultura francesa a Itàlia". Itàlia va estar en guerra durant la Segona Guerra Mundial.

## Anys posteriors

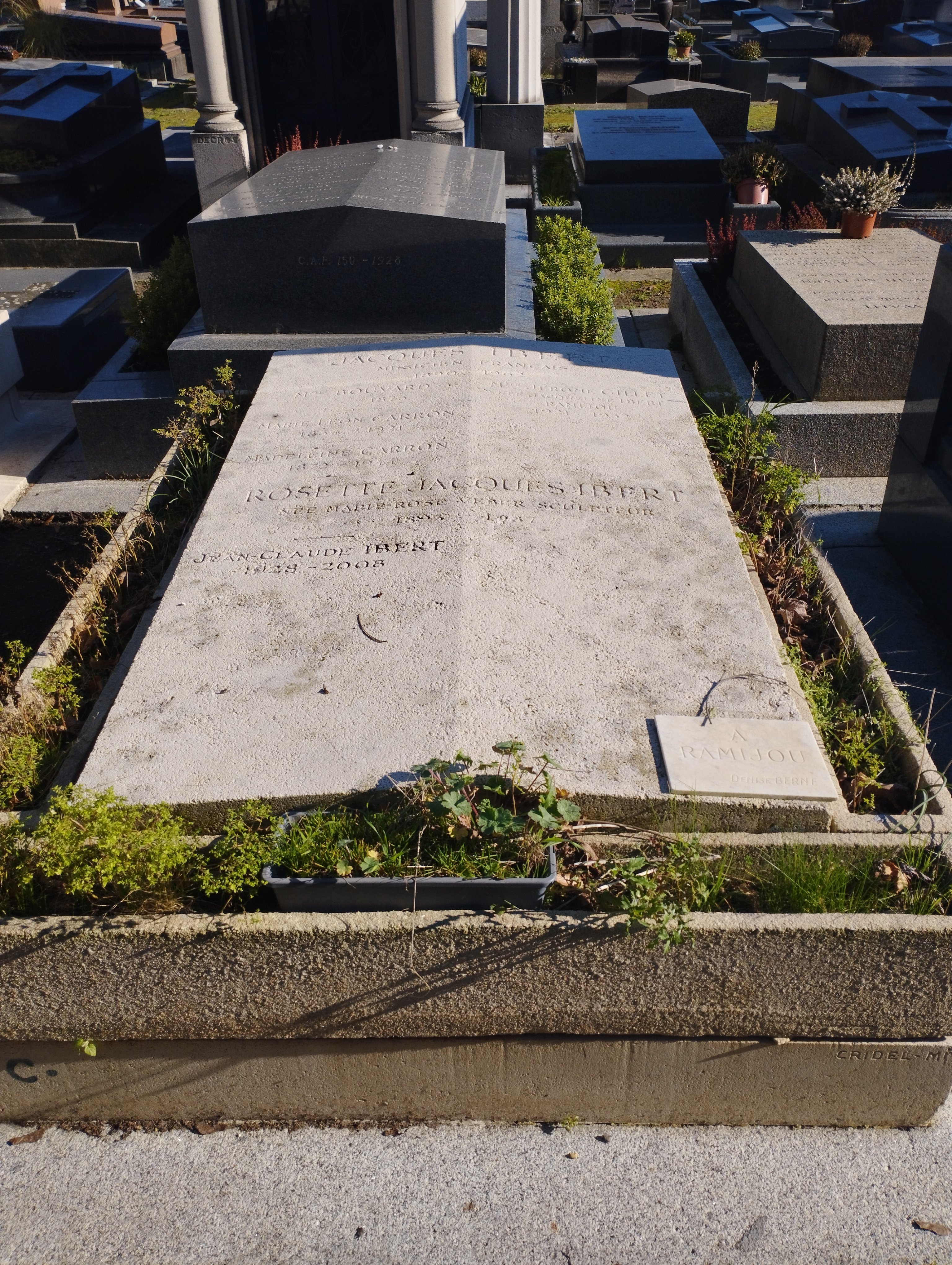
la tomba d'Ibert

Els anys de guerra van ser difícils per a Ibert. El 1940 el govern de Vichy va prohibir la seva música i es va retirar a Antibes, al sud de França, i més tard a Suïssa i l'Alta Savoia. L'agost de 1944, va ser readmès a la vida musical del país quan el general de Gaulle el va reclamar a París. El 1955 Ibert va ser nomenat administrador de la "Réunion des Théâtres Lyriques Nationaux", que dirigia tant l'Òpera de París com l'Òpera-Comique. Al cap de menys d'un any, la seva salut l'obliga a retirar-se. Poc després va ser elegit membre de l'Académie des Beaux-Arts.
Ibert va morir a París als 71 anys i està enterrat al cementiri de Passy, al districte XVI de la ciutat.

## Música
Ibert es va negar a aliar-se a cap moda o escola musical en particular, sostenint que "tots els sistemes són vàlids", una posició que ha fet que molts comentaristes el catalogin com "eclèctic". La seva biògrafa Alexandra Laederich escriu: "La seva música pot ser festiva i gai... lírica i inspirada, o descriptiva i evocadora... sovint tenyida d'humor suau... tots els elements del seu llenguatge musical, però l'harmonia es relacionen estretament amb la tradició clàssica". Les primeres obres orquestrals, com Escales, tenen "un estil impressionista exuberant", però Ibert és almenys igual de conegut per peces alegres, fins i tot frívoles, entre les quals es troben el Divertissement per a petita orquestra i la Concert per a Flauta.
De la mateixa manera, les obres escèniques d'Ibert abracen una gran varietat d'estils. La seva primera òpera, Persée et Andromède, és una peça concisa i suaument satírica. Angélique mostra el seu "estil eclèctic i la seva excel·lent escriptura de peces de pastiches". Le roi d'Yvetot està escrit, en part, amb un estil popular senzill. L'òpera bouffe Gonzague és un altre assaig de l'antiga òpera bouffe. L'Aiglon, compost conjuntament amb Honegger, empra personatges de la "commedia dell'arte" i molt pastiche musical en un estil alhora accessible i sofisticat. Per a la farsa Les petites cardinal la música és en peces escèniques a la manera d'una opereta. Per contra, Le chevalier errant, una peça coreogràfica que incorpora cor i dos recitadors, és d'estil èpic. La pràctica d'Ibert de col·laborar amb altres compositors es va estendre a les seves obres per a l'escenari de ballet. La seva primera obra composta expressament per al ballet va ser un vals per a L'éventail de Jeanne (1929) del qual va ser un dels deu col·laboradors, altres dels quals van ser Ravel i Poulenc. Va ser l'únic compositor de quatre ballets més entre 1934 i 1954.
Per al teatre i el cinema, Ibert va ser un prolífic compositor de música incidental. La seva partitura de teatre més coneguda va ser la música per a Un chapeau de paille d'Italie d'Eugène Labiche, que Ibert va reelaborar després com la suite Divertissement. Altres partitures anaven des de música per a farsa fins a produccions de Shakespeare. Les seves partitures cinematogràfiques cobrien un ventall igualment ampli. Va escriure la música de més d'una dotzena de pel·lícules franceses, i per a directors nord-americans va compondre una partitura per a la pel·lícula Macbeth d'Orson Welles de 1948, i el ballet de circ per a Invitation to the Dance de Gene Kelly el 1952.